# ماریون باتلر
ماریون باتلر (به انگلیسی: Marion Butler) سناتور سابق عضو حزب مردم (ایالات متحده آمریکا) بود. وی در سال ۱۸۹۵ تا ۱۹۰۱ میلادی سناتور ایالت کارولینای شمالی در سنای ایالات متحده آمریکا بود.